# Pingxiang (Guangxi)
Pour les articles homonymes, voir Pingxiang.
Pingxiang (凭祥 ; pinyin : Píngxiáng) est une ville de la région autonome du Guangxi en Chine. C'est une ville-district placée sous la juridiction de la ville-préfecture de Chongzuo.

## Démographie
La population du district était de 106 400 habitants en 2010, dont 83.5 % de Zhuang, groupe ethnique principalement concentré dans cette région..

## Économie
En 2010, le PIB total a été de 2,53 milliards de yuans, et le PIB par habitant de 16 866 yuans.